# Parapriacanthus
Parapriacanthus — рід окунеподібних риб родини пемферових (Pempheridae). Містить 11 видів.

## Поширення
Рід поширений в Індійському океані та на заході Тихого окену.

## Опис
Представники роду здатні до біолюмінесценції. Їхнє черево підсвічується, щоб бути менш помітним на природному фоні (контр-ілюмінація). Біолюмінісцентний білок риби отримують від рачків-остракод, якими живляться.

## Спосіб життя
Живе численними зграями. Вдень переховується в печерах. Годуватися виходить вночі. Живиться зоопланктоном.

## Види
- Parapriacanthus argenteus (von Bonde, 1923)[3]
- Parapriacanthus darros J. E. Randall & Bogorodsky, 2016[3]
- Parapriacanthus dispar (Herre, 1935)
- Parapriacanthus elongatus (McCulloch, 1911)
- Parapriacanthus guentheri (Klunzinger, 1871)[3]
- Parapriacanthus kwazulu J. E. Randall & Bogorodsky, 2016[3]
- Parapriacanthus marei Fourmanoir, 1971
- Parapriacanthus punctulatus J. E. Randall & Bogorodsky, 2016[3]
- Parapriacanthus rahah J. E. Randall & Bogorodsky, 2016[3]
- Parapriacanthus ransonneti Steindachner, 1870
- Parapriacanthus sharm J. E. Randall & Bogorodsky, 2016[3]